# HSV 1956 Marienberg
Der HSV 1956 Marienberg ist ein deutscher Sportverein aus Marienberg.

## Geschichte
Der Verein wurde 1956 als BSG Wismut Marienberg gegründet. Marienberg belegte in der Saison 2015/16 den 5. Platz in der 3. Liga. Trotz des sportlichen Klassenerhalts zog sich die Mannschaft aufgrund eines personellen Umbruches in die Oberliga zurück.